# Fundación Paideia Galiza

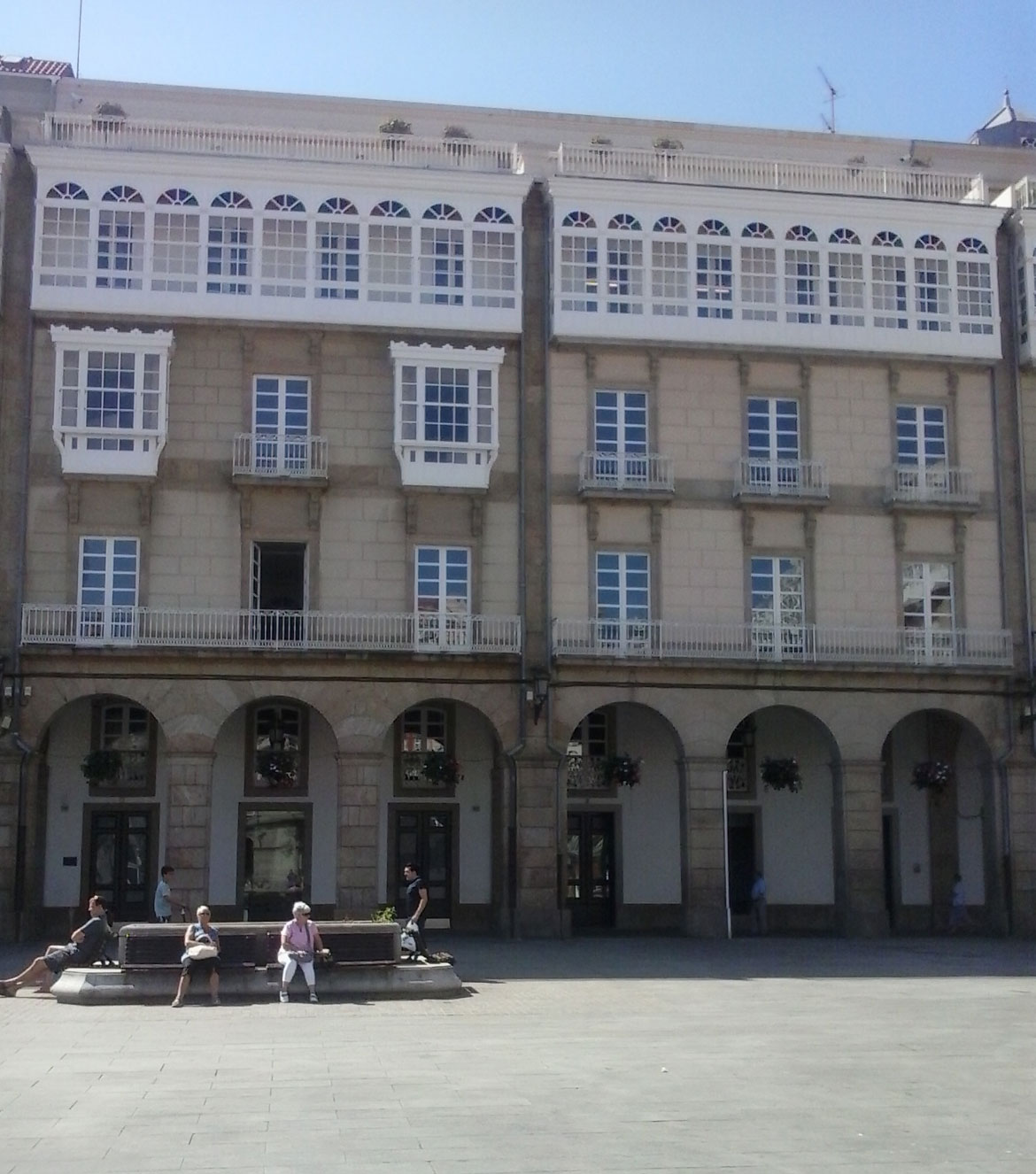
Fundación Paideia Galizas hus vid Praza de María Pita, A Coruña

Fundación Paideia Galiza är en spansk stiftelse med säte i A Coruña.
Fundación Paideia Galiza grundades 1986 som Fundación Paideia av Rosalía Mera för att driva social verksamhet, främst utbildning och andra aktiviteter för utvecklingsstörda barn och ungdomar. Rosalia Mera var en av grundarna av Inditex, men ägnade sig efter sin skilsmässa från medgrundaren i Inditex Amancio Ortega huvudsakligen åt stiftelsen, i vilken hon var ordförande. Hon efterträddes som ordförande av dottern Sandra Ortega Mera.
Stiftelsens namn paideia kommer från ett begrepp för utbildning/träning i klassisk grekiska.